# Tipula (Lunatipula) subselenitica
Tipula (Lunatipula) subselenitica is een tweevleugelige uit de familie langpootmuggen (Tipulidae). De soort komt voor in het Palearctisch gebied.